# Vale de Água
Vale de Água é uma povoação portuguesa do Município de Santiago do Cacém que foi sede da extinta Freguesia de Vale de Água, freguesia que tinha 80,06 km² de área e 615 habitantes (2011), e, por isso, uma densidade populacional de 7,7 hab/km².
A Freguesia de Vale de Água foi extinta e agregada à Freguesia de São Domingos, criando-se a União das freguesias de São Domingos e Vale de Água. 

## População
| População da freguesia de São Francisco da Serra | População da freguesia de São Francisco da Serra | População da freguesia de São Francisco da Serra | População da freguesia de São Francisco da Serra | População da freguesia de São Francisco da Serra | População da freguesia de São Francisco da Serra | População da freguesia de São Francisco da Serra | População da freguesia de São Francisco da Serra | População da freguesia de São Francisco da Serra | População da freguesia de São Francisco da Serra | População da freguesia de São Francisco da Serra | População da freguesia de São Francisco da Serra | População da freguesia de São Francisco da Serra | População da freguesia de São Francisco da Serra | População da freguesia de São Francisco da Serra |
| ------------------------------------------------ | ------------------------------------------------ | ------------------------------------------------ | ------------------------------------------------ | ------------------------------------------------ | ------------------------------------------------ | ------------------------------------------------ | ------------------------------------------------ | ------------------------------------------------ | ------------------------------------------------ | ------------------------------------------------ | ------------------------------------------------ | ------------------------------------------------ | ------------------------------------------------ | ------------------------------------------------ |
| 1864                                             | 1878                                             | 1890                                             | 1900                                             | 1911                                             | 1920                                             | 1930                                             | 1940                                             | 1950                                             | 1960                                             | 1970                                             | 1981                                             | 1991                                             | 2001                                             | 2011                                             |
|                                                  |                                                  |                                                  |                                                  |                                                  |                                                  |                                                  |                                                  |                                                  |                                                  |                                                  |                                                  |                                                  | 756                                              | 615                                              |

Criada pela Lei nº 38/97, de 12 de Julho, com lugares da freguesia de S. Domingos
| Distribuição da População por Grupos Etários | Distribuição da População por Grupos Etários | Distribuição da População por Grupos Etários | Distribuição da População por Grupos Etários | Distribuição da População por Grupos Etários | Distribuição da População por Grupos Etários | Distribuição da População por Grupos Etários | Distribuição da População por Grupos Etários | Distribuição da População por Grupos Etários | Distribuição da População por Grupos Etários |
| -------------------------------------------- | -------------------------------------------- | -------------------------------------------- | -------------------------------------------- | -------------------------------------------- | -------------------------------------------- | -------------------------------------------- | -------------------------------------------- | -------------------------------------------- | -------------------------------------------- |
| Ano                                          | 0-14 Anos                                    | 15-24 Anos                                   | 25-64 Anos                                   | > 65 Anos                                    |                                              | 0-14 Anos                                    | 15-24 Anos                                   | 25-64 Anos                                   | > 65 Anos                                    |
| 2001                                         | 71                                           | 82                                           | 364                                          | 239                                          |                                              | 9,4%                                         | 10,8%                                        | 48,1%                                        | 31,6%                                        |
| 2011                                         | 65                                           | 39                                           | 317                                          | 194                                          |                                              | 10,6%                                        | 6,3%                                         | 51,5%                                        | 31,5%                                        |

Média do País no censo de 2001:  0/14 Anos-16,0%; 15/24 Anos-14,3%; 25/64 Anos-53,4%; 65 e mais Anos-16,4%
Média do País no censo de 2011:   0/14 Anos-14,9%; 15/24 Anos-10,9%; 25/64 Anos-55,2%; 65 e mais Anos-19,0%